# Лютенко, Анатолий Фёдорович
Анатолий Фёдорович Лютенко (род. 26 марта 1941, Прокопьевск, Кемеровская область, РСФСР, СССР) — бизнесмен, председатель Кемеровского облисполкома в 1988—1990 годах. Работал генеральным директором шахты Распадская в Междуреченске. В 1988—1990 годах работал председателем Кемеровского райисполкома. В 1990 году переехал в Лотошинский район Московской области. Является собственником ряда сельскохозяйственных предприятий на территории Волоколамского, Лотошинского и Шаховского района Московской области. Сын Лютенко, Анатолий Анатольевич — глава администрации Лотошинского района Московской области с 2008 по 2013 годы.